# Flying Wild Hog
A Flying Wild Hog egy varsói székhelyű videójáték-fejlesztő cég, a Koch Media Group leányvállalata.

## Története
A Flying Wild Hogot 2009 áprilisában alapította Tomasz Baran, Michał Szustak és Klaudiusz Zych. A cég alapítása után saját játékmotor fejlesztésébe kezdtek, első videójátékuk, a Hard Reset is a Road Hog Engine alatt fut. 2012 áprilisában a cég kiadta a Hard Reset: Exile-t, egy ingyenes letölthető tartalmat a Hard Resethez. 2013 szeptemberében a Devolver Digital megjelentette a Shadow Warrior című játékukat.

## Road Hog Engine
A Road Hog Engine egy játékmotor, amelyet kifejezetten Microsoft Windows platformra fejlesztettek. Fizikai motorként a Havokot, míg alkalmazásprogramozási felületként DirectX 9.0c-t használja.

## Videójátékaik
| Megjelenés | Cím              | Műfaj                | Platform                                                |
| ---------- | ---------------- | -------------------- | ------------------------------------------------------- |
| 2011       | Hard Reset       | First-person shooter | Microsoft Windows                                       |
| 2013       | Shadow Warrior   | First-person shooter | Microsoft Windows, OS X, Linux, PlayStation 4, Xbox One |
| 2014       | Juju             | Platform             | Microsoft Windows, PlayStation 3, Xbox 360              |
| 2016       | Shadow Warrior 2 | First-person shooter | Microsoft Windows, OS X, Linux, PlayStation 4, Xbox One |